# Механіка
Мехáніка (від грец. Μηχανική, mechane — знаряддя, споруда, мистецтво побудови машин) — в загальному розумінні наука про механічний рух та рівновагу тіл і взаємодію, що виникає при цьому між тілами. Належить до природничих наук. Також це розділ фізики який вивчає закон механічного руху і механічної взаємодії. Термін «механіка» ввів у науку Арістотель. Вольтер уважав, що «історія механічних мистецтв є, імовірно, найкориснішою з усіх».
Механіку поділяють на загальну механіку, механіку суцільних середовищ і прикладну механіку. В кожному з цих розділів розрізняють статику, кінематику й динаміку. До загальної механіки відносять аналітичну механіку, небесну механіку, балістику, теорію гіроскопів, теорію стійкості руху, а також теорію коливань, біомеханіку, теоретичну механіку тощо. Основу механіки суцільних середовищ становить гідроаеромеханіка, газова динаміка, механіка деформованого твердого тіла. До прикладної механіки відносять механіку ґрунтів і сипких тіл, будівельну механіку, опір матеріалів та ін.

## Історія
Засновником механіки вважається Галілео Галілей. Основні закони динаміки встановив Ісаак Ньютон. Значний внесок у розвиток механіки зробили українські вчені О. М. Динник, Д. О. Граве, Г. М. Савін, А. Д. Коваленко, Микола Кільчевський та ін. Питання механіки розробляють в інститутах НАН України, на кафедрах ряду вузів країни.

## Механічні дисципліни
- Біомеханіка — наука про механічні властивості біологічних структур.
- Класична механіка (механіка Ньютона)
  - Динаміка — вивчення руху об'єктів під впливом сил
  - Кінематика — вивчення руху об'єктів без врахування сил
  - Статика — вивчення умов рівноваги фізичних тіл
  - Механіка Гамільтона та Лагранжа — формалізми класичної механіки
- Теоретична механіка
- Механіка суцільних середовищ
  - Гідромеханіка
    - Гідростатика
    - Гідродинаміка

  - Газодинаміка
  - Механіка деформівного твердого тіла
    - Теорія пружності
    - Теорія пластичності
    - Механіка руйнування
- Прикладна механіка
  - Геомеханіка
    - Гірнича геомеханіка
    - Механіка гірських порід
    - Механіка ґрунтів

  - Опір матеріалів
  - Будівельна механіка
  - Теорія машин і механізмів
  - Деталі машин
  - Небесна механіка
- Квантова механіка
- Статистична механіка
- Релятивістська механіка
- Акустика
- Стереомеханіка